# Trommel (Dampfkessel)

Typischer Schiffsdampfkessel. Der oben liegende Zylinder (Nr. 7) ist die Trommel.

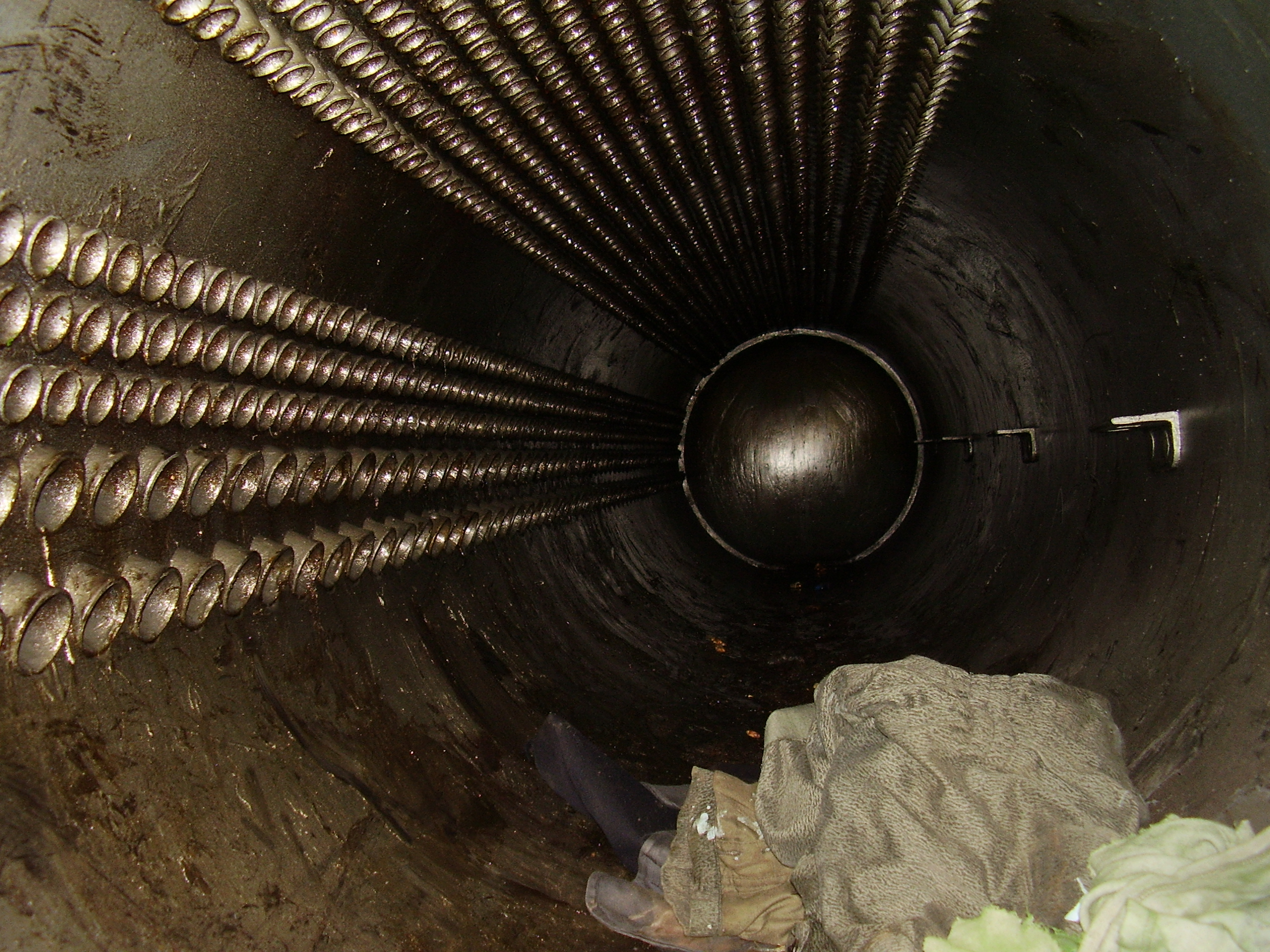
Blick durch ein Mannloch in eine Untertrommel: Von oben kommen die Fallrohre, nach links gehen die Verdampfersteigrohre ab.

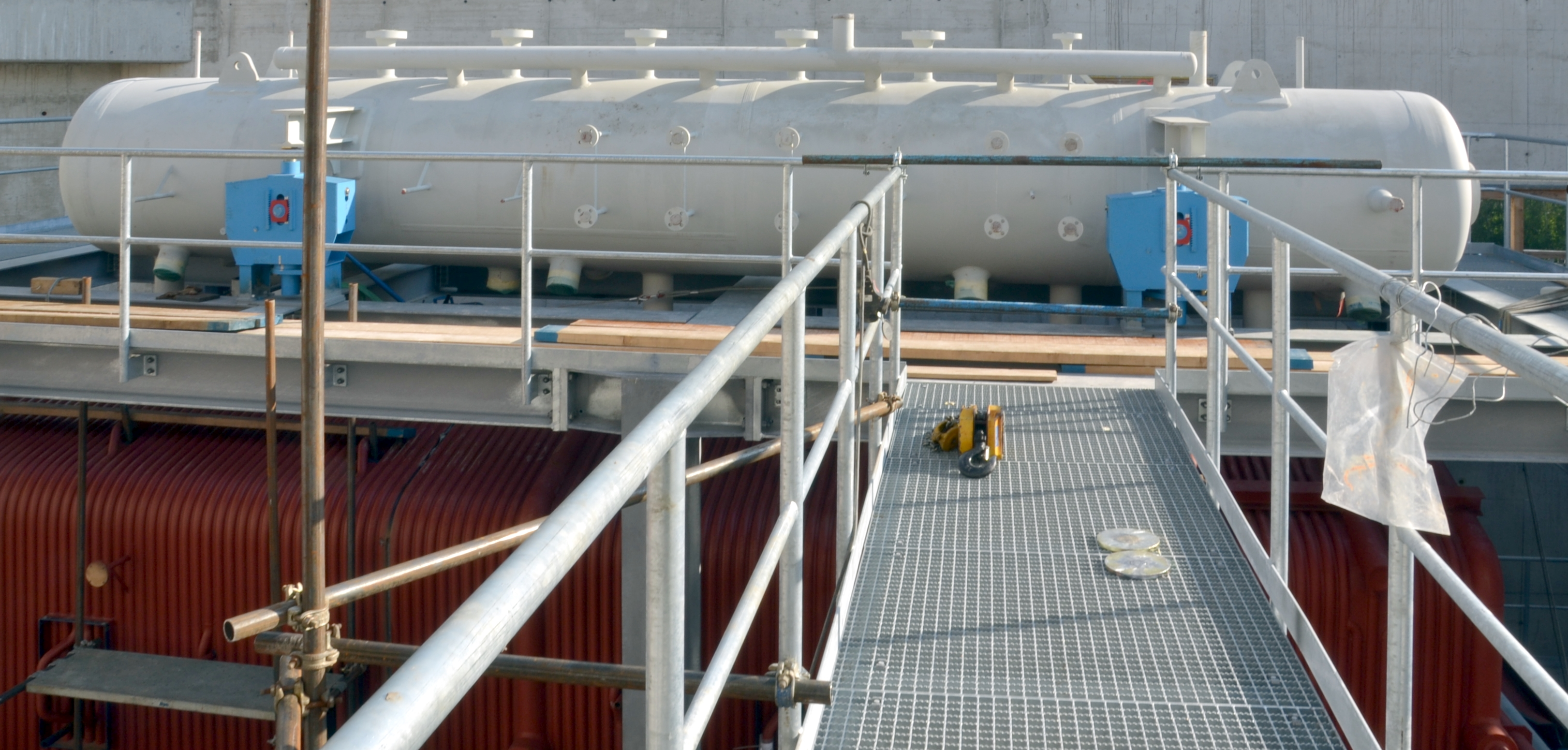
Obertrommel (weiß auf Bildoberseite) eines Naturumlaufkessels im Bauzustand

Die Trommel (so genannt wegen ihrer üblicherweise zylindrischen Form) ist ein zentraler Behälter in Wasserrohr-Umlauf-Dampfkesseln. Sie wirkt als Speicher, Verteiler und Separator für den Verdampfer des Kessels.

## Aufbau und Funktion
Die Trommel ist der zentrale Knotenpunkt eines Kessels: Sie steht in Verbindung mit allen drei wasserseitigen Abschnitten des Kessels: dem Verdampfer, dem Vorwärmer (Economizer), und dem Überhitzer (soweit vorhanden).
Die Trommel wirkt als Pufferspeicher für den Verdampfer und stellt sicher, dass dieser immer und gleichmäßig mit Speisewasser versorgt wird und somit nicht überhitzt. Der Kreislauf wird über Fallrohre gespeist, die von der oben liegenden Trommel meist unbeheizt außen am Feuerraum nach unten laufen. Unten erfolgt über Verteilerrohre, die unteren Sammler, die Verteilung auf die einzelnen Rohre des Verdampfers.
In den Verdampferheizflächen, die in direktem Kontakt zum Rauchgas der Feuerung stehen, erfolgt die Wärmeübertragung und das Speisewasser wird zum Sieden gebracht. In Umlaufkesseln wird das Wasser aber nicht vollständig, sondern nur teilweise verdampft, d. h. im Verdampferkreislauf bildet sich ein Zweiphasengemisch aus siedendem Wasser und Sattdampf. Je nach Umlaufzahl des Verdampfers beträgt das Massenstromverhältnis Wasser zu Dampf am Austritt des Verdampfers zwischen 3:1 bis etwa 20:1.
Über die Überström- oder Steigrohre tritt das mit Dampf angereicherte Gemisch oben aus dem Verdampfer aus und wieder in die oben liegende Trommel ein. Dort trennen sich die flüssige Phase (Wasser) und die gasförmige Phase (Wasserdampf):
Die Dampfblasen steigen zur Wasseroberfläche auf und werden oben aus der Trommel abgezogen. Eventuell mitgerissene Wassertröpfchen werden durch geeignete Einbauten (Fliehkraftabscheider) zurückgehalten. So wird sichergestellt, dass keine Tropfen in den Überhitzer gelangen, wo sie nachverdampfen würden und sich nicht dampfflüchtige Inhaltsstoffe des Kesselwassers als Ablagerung niederschlagen würden.
Die flüssige Phase verbleibt in der Trommel und wird erneut dem Verdampfer zugeführt. Der produzierte Dampf wird durch Nachspeisen von Speisewasser vom Economizer aufgefüllt. So wird das Niveau in der Trommel annähernd konstant gehalten.
Da sich in der Trommel durch die Verdampfung die nicht dampfflüchtigen Inhaltsstoffe des Speisewassers anreichern, muss aus der Trommel (oder alternativ aus den unteren Sammlern) ständig ein kleiner Teilstrom abgezogen werden, so dass sich Salze und andere Verunreinigungen nicht unbegrenzt konzentrieren können (Absalzung bzw. Abschlämmung).

## Die Trommel als limitierendes Bauteil
Die Trommel ist ein Druckbehälter. Wegen der hohen Drücke und Temperaturen in modernen Hochdruckkesseln weisen Trommeln bei großen Kesseln auch sehr große Wandstärken (bis zu 200 mm) auf. Diese führen wiederum bei schnellem Aufwärmen oder Abkühlen zu Thermospannungen, die bis an die Belastungsgrenze des Werkstoffes gehen können. Dickwandige Trommeln beschränken daher die maximal zulässigen An- und Abfahrgradienten des Kessels. Um bei großen Leistungen dennoch flexibel zu bleiben, wurden daher Durchlaufkessel entwickelt, die ohne Trommel auskommen.

## Bauarten

### Normand-Kessel

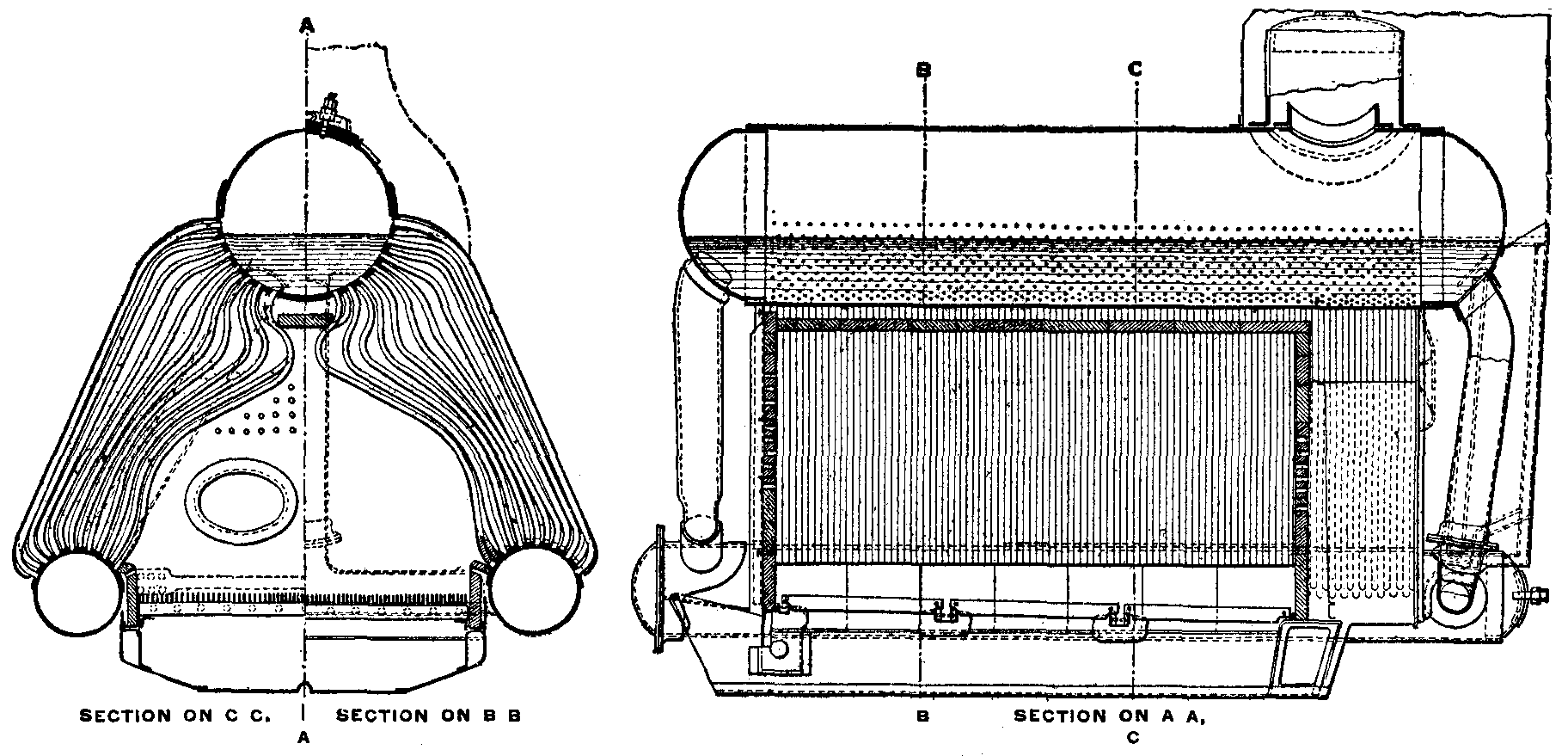
Normand Kessel

Der Normand-Kessel wurde von der französischen Normand-Werft in Le Havre entwickelt. Er wurde von den Seestreitkräften mehrerer Nationen verwendet, insbesondere von Frankreich, Russland, Großbritannien und den Vereinigten Staaten. Im Jahr 1896 ließ die Royal Navy sechsundzwanzig Schiffe mit diesem Kessel ausstatten, mehr als mit jeder anderen Wasserrohrkonstruktion.
Ursprünglich war der Normand-Kessel eine Weiterentwicklung des Du Temple-Kessels, bei dem die scharfen Ecken der Rohre durch eine glatte, gerundete Biegung ersetzt wurden, die S-Form jedoch beibehalten wurde.
Die Konstruktion ergab eine besonders große Heizfläche. Der Preis dafür war ein dichtes Geflecht von Rohren, wobei jede der zahlreichen Rohrreihen in eine andere und komplexe Form gebogen war. Die Rohrenden führten senkrecht in die zylindrischen Trommeln, um eine gute Abdichtung zu gewährleisten. Der für all diese Rohre benötigte Raum füllte die gesamte untere Hälfte der Dampftrommel aus, so dass sowohl eine große Trommel als auch ein separater Dampfdom zum Auffangen des trockenen Dampfes erforderlich waren. Der äußere Kesselmantel trat an einem Ende in den Rauchabzug ein und umschloss in der Regel diese Kuppel. Die Enden der Trommeln ragten als halbkugelförmige Kuppeln aus dem Gehäuse heraus. Kalte Fallrohre außerhalb des Gehäuses verbanden diese Trommeln und ermöglichten den Rücklauf des kalten Wassers.

### Woolnough-Kessel

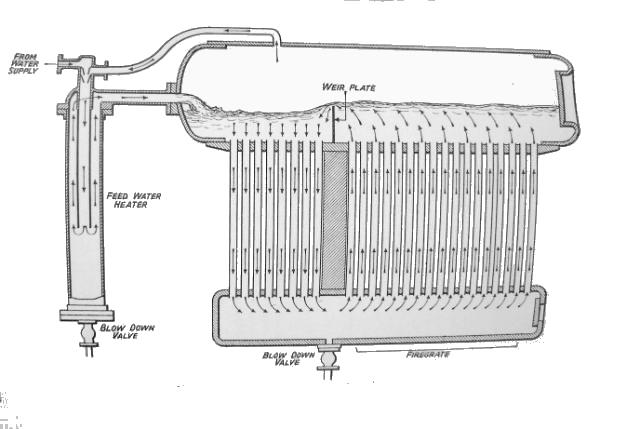
Woolnough-Kessel

Die Woolnough-Konstruktion wurde von Sentinel für ihre größeren Eisenbahnlokomotiven verwendet. Sie ähnelte den meisten anderen Drei-Trommel-Konstruktionen und hatte fast gerade Rohre. Ihr besonderes Merkmal war eine Wand aus Schamottesteinen, die zwei Drittel des Ofens abdeckte. Der Feuerungsrost befand sich auf der längeren Seite, und die Verbrennungsgase strömten durch die Rohrreihe nach außen, entlang eines Stahlmantels und dann zurück in die kürzere Rohrreihe. Im Gasstrom außerhalb der Rohre befanden sich Rohrschlangenüberhitzer. Die Verbrennungsgase strömten also zweimal durch das Rohrbündel, einmal nach außen und dann wieder nach innen. Ein einziger zentraler Schornstein entlud sich in der Mitte des hinteren Endes und nicht wie üblich außerhalb der Rohre. Der relative Temperaturunterschied zwischen dem Gasdurchgang durch die beiden Abschnitte der Bank führte zu einer Zirkulationsströmung, die durch den ersten, heißeren Teil der Bank nach oben und durch den weiteren, weniger heißen Teil nach unten verlief. Die Zirkulation wurde auch durch ein internes Wehr in der oberen Wassertrommel gesteuert, um die Wassertiefe über den Enden der heißeren Röhren zu halten und so eine Überhitzung der trockenen Röhren zu vermeiden.

### Admiralty-Kessel
Eine spätere Weiterentwicklung des Yarrow-Kessels war der Admiralty-Kessel, der zwischen dem Ersten und dem Zweiten Weltkrieg für die Royal Navy entwickelt wurde. Ein Großteil der Konstruktionsarbeiten wurde in der Admiralty Fuel Experimental Station in Haslar durchgeführt, und die ersten Kessel wurden 1927 in drei Zerstörern der A-Klasse installiert. Diese Kessel legten die neuen Standardbetriebsbedingungen der Royal Navy für Kessel von 300 psi (2,0 MPa) / 600 °F (316 °C) fest.
Die Konstruktion ähnelte im Großen und Ganzen den späteren, mit Öl befeuerten Hochdruckversionen der Yarrow-Kessel. Die Wassertrommeln waren zylindrisch und Fallrohre wurden manchmal, aber nicht immer, verwendet. Der einzige große Unterschied bestand in den Rohrbündeln. Statt durchgehend gerader Rohre waren die einzelnen Rohre zu ihren Enden hin leicht gekrümmt. Die Rohre wurden in zwei Gruppen innerhalb des Rohrbündels angeordnet, so dass zwischen ihnen ein Spalt entstand. Die Überhitzer wurden in diesem Spalt platziert und mit Haken an der Dampftrommel aufgehängt. Der Vorteil der Überhitzer bestand darin, dass sie den Temperaturunterschied zwischen den inneren und äußeren Rohren der Bank erhöhten und so die Zirkulation förderten. In der entwickelten Form hatte der Kessel vier Rohrreihen auf der Feuerungsseite des Überhitzers und dreizehn auf der Außenseite.

## Sonderbauarten

### Mehrtrommelkessel

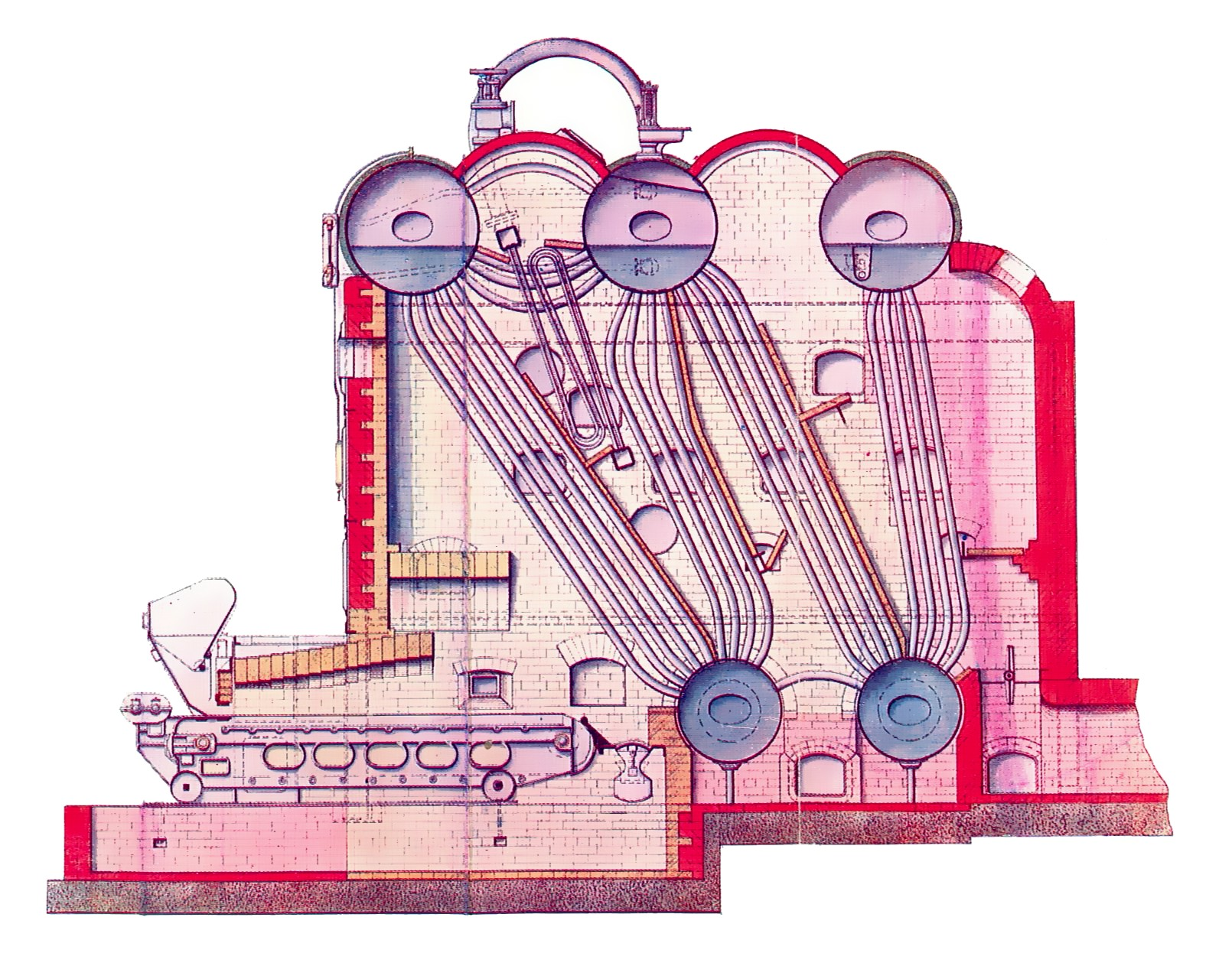
5-Trommel-Kessel mit drei Ober- und zwei Untertrommeln.

Bei einigen Kesselbauarten weisen die unteren Sammler einen derart großen Durchmesser auf, dass sie auch als Trommel bezeichnet werden. Man spricht dann von einem Mehrtrommelkessel und unterscheidet je nach Lage zum Feuerraum in Ober- und Untertrommel(n). Je nach Form des Feuerraumes kann von beiden Trommeltypen mehr als eine vorhanden sein.
Die Funktion der Zweiphasenseparation erfolgt bei Mehrtrommelkesseln immer in der oder den Obertrommeln. Die Untertrommeln wirken nur als Speicher und Verteiler und werden ggf. zur Absalzung/Abschlämmung genutzt.

### Beheizte Trommel
Die ersten und primitivsten Kessel überhaupt, die sogenannten Walzen- oder Elefantenkessel, bestanden nur aus einer oder mehreren verbundenen großen Trommeln, die direkt von außen vom Feuer beheizt waren. Diese Bauform des Großwasserraumkessels stellt den Grenzfall zwischen Rauch-/Flammrohr- und Wasserrohrkesseln dar.